# Zyprischer Fußballpokal 1968/69
Der Zyprische Fußballpokal 1968/69 war die 27. Austragung des zyprischen Pokalwettbewerbs. Er wurde vom zyprischen Fußballverband ausgetragen. Das Finale fand am 29. Juni 1969 im GSP-Stadion von Nikosia statt.
Pokalsieger wurde Titelverteidiger APOEL Nikosia. Das Team setzte sich im Finale gegen Omonia Nikosia durch. APOEL qualifizierte sich durch den Sieg für den Europapokal der Pokalsieger 1969/70.
Alle Begegnungen wurden in einem Spiel ausgetragen. Bei unentschiedenem Ausgang wurde das Spiel um zweimal 15 Minuten verlängert. Stand danach kein Sieger fest, folgte ein Wiederholungsspiel auf des Gegners Platz.

## Teilnehmer
Die zwölf Erstligisten und die besten vier der zweiten Liga.
| First Division (12)                                                                                    | First Division (12)                                                                                               | Second Division (4)                                                                |
| --- | --- | ---------------------------------------------------------------------------------- |
| - Alki Larnaka - Anorthosis Famagusta - APOEL Nikosia - Apollon Limassol - Aris Limassol - EPA Larnaka | - ASIL Lysi - Evagoras Paphos - Nea Salamis Famagusta - Omonia Nikosia - Olympiakos Nikosia - Pezoporikos Larnaka | - AEK Famagusta - Arion Limassol - Digenis Akritas Morphou - Enosis Neon Paralimni |

## 1. Runde
Die Spiele fanden am 7. Juni 1969 statt.
|                         | Ergebnis |                       |
| ----------------------- | -------- | --------------------- |
| ASIL Lysi               | 0:1      | Apollon Limassol      |
| Evagoras Paphos         | 3:4      | Anorthosis Famagusta  |
| Enosis Neon Paralimni   | 0:1      | Nea Salamis Famagusta |
| Digenis Akritas Morphou | 2:4      | APOEL Nikosia         |
| Omonia Nikosia          | 1:0      | Pezoporikos Larnaka   |
| Aris Limassol           | 3:1      | Arion Limassol        |
| Alki Larnaka            | 2:1      | Olympiakos Nikosia    |
| AEK Famagusta           | 0:2      | EPA Larnaka           |

## Viertelfinale
|                       | Ergebnis |                      |
| --------------------- | -------- | -------------------- |
| Apollon Limassol      | 1:0      | Anorthosis Famagusta |
| Aris Limassol         | 3:4      | Omonia Nikosia       |
| EPA Larnaka           | 0:3      | APOEL Nikosia        |
| Nea Salamis Famagusta | 3:0      | Alki Larnaka         |

## Halbfinale
|                  | Ergebnis  |                       |
| ---------------- | --------- | --------------------- |
| Apollon Limassol | 0:2       | APOEL Nikosia         |
| Omonia Nikosia   | 2:0 n. V. | Nea Salamis Famagusta |

## Finale
| Paarung        | APOEL Nikosia – Omonia Nikosia |
| Ergebnis       | 1:0 (1:0) |
| Datum          | 29. Juni 1969 |
| Stadion        | GSP-Stadion, Nikosia |
| Tore           | 1:0 Leonidas Leonidou (33.) |
| APOEL Nikosia  | Papageorgiou – Lefteris Poulias, Dimitris Chiotis – Solis Andreou, Stavrakas, Pantelas – Stefanis Michail, Leonidas Leonidou, Pakkos (48. Nikakis), Nikaros, Andreas Stylianou (76. Takis). |
| Omonia Nikosia | Makis Alkiviadis – Kollas, Kostas – Michalakis Theodorou, Giannakis, Charis Kantzilieris – Skeparnidis, Tassos, Marios, Louis, Prokopis.                                                    |